# 富豪刑事
『富豪刑事』（ふごうけいじ）は、筒井康隆の連作推理小説。1975年から1977年にかけて『小説新潮』に発表された。4篇から構成される連作短編小説。新潮社より1978年に単行本が刊行され、1984年に新潮文庫版が刊行された。挿絵は、イラストレーターの真鍋博が描いている。
現役時代は強欲で鳴らした実業家で大富豪の父を持つ刑事・神戸大助が、引退して悔い改めた父から提供された巨万の資産を難事件の解決に惜しみなく消費することで事件解決へと導く刑事小説。設定は奇抜だが、本格推理小説が強く意識されており、文庫版の解説は佐野洋が担当した。
1979年、エフエム東京『音の本棚』でラジオドラマ化され、1985年には関口シュン作画により漫画化もされた。1995年には筒井康隆の小説を漫画化する企画『筒井漫画涜本』で、いしいひさいちが「大富豪刑事」のタイトルにより「鉄壁のアリバイ」「バラバラ殺人事件」の2編の4コマ漫画を発表した。

## 制作背景
作者の筒井は、この種のフォーマット上に個性的なドラマを構築するのは年に2作が限度だとして、本作を年に1作から2作のペースで執筆し、1976年に3作目にとりかかった時点で、ドラマがパターン化してマンネリになることを理由に、もうこれ以上は書けないとしていた。2年半で4作という執筆ペースは、トリックの考案が苦手で、考え出すのに時間が必要だったためともいう。
1985年の3月から4月にかけて、東宝企画の常務が映画化を打診したという。制作に当たって、映画はオリジナルストーリーにしてそれを筒井が小説化して新潮社が発行する、全シーンを海外ロケ撮影する、といったプランを提示されたため、筒井は「せめて脚本に手を入れさせてほしい」と要望を出したが東宝企画が断ったことなど、様々な条件で折り合わず、結局映画化の話を筒井は断ることにした。主演俳優には西城秀樹もしくは萩原健一が予定されていたという。

## あらすじ

### 富豪刑事の囮
5億円強奪事件の時効があと3ヶ月に迫っていた。それまでの捜査で容疑者を4人にまで絞ることができていたが、それ以上の決め手がない。そこで、大富豪の息子・神戸大助の提案で、彼が刑事の身分を隠して彼らに接近し、大金を使わざるを得ない状況を仕向けることになる。
大助は発明家の男には父・喜久右衛門の研究所の産物を利用し、金持ちを憎む男にはうっかり金を忘れた偶然から、クレー射撃とビリヤードを得意とする男らにはそれぞれ自分の腕前を見せ好敵手となり、4人と親しくなる。
4人ともが喜久右衛門の秘書、浜田鈴江に惚れたため、大助は喜久右衛門にパーティを開いてもらい、4人に金持ちの世界を目の当たりにさせたうえで、鈴江にダイヤの指輪をねだらせる。このため犯人は隠し場所へ金を取りに行き、尾行していた刑事に逮捕される。

### 密室の富豪刑事
鋳造会社の社長が、会社3階の社長室が火事になり、焼死する。現場は密室で、事故や自殺は考えられず、部屋中が一度に燃えがったかのように、出火元さえわからない。被害者は真空鋳造という特殊な技術を扱っており、この会社ができる前は市内で唯一この技術を持っていたが、悪どく、技術も高くなかったため仕事を奪われたライバル会社の社長が唯一の容疑者で、彼は事件の直前まで現場を訪れていたため、彼の犯行と思われたが、犯行方法がわからない。
密室トリックが検討されたが結論は出ず、大助は容疑者を同じ状況に追い込むことを提案する。即ち、真空鋳造の技術を持つ会社を立ち上げ、同じ犯行をやらせようというのだ。
喜久右衛門の土地と、彼が各界から呼び寄せた実力者たちによって会社が作られ、大助は自分は社長の役となり、鋳造について猛勉強をする過程で犯行方法に気付く。容疑者が何度か訪ねてくるうち、彼が同じ犯行を繰り返そうとしているのが大助には見て取れた。それは換気ダクトから酸素を送り込んで酸素濃度を高めることで、被害者が葉巻に火をつけると一挙に燃え広がるというものであった。作業時に発生する音は被害者が聞く習慣のあった音楽でかき消されてしまう。犯行の際には容疑者はトラックで乗り付けることがわかっていたため、呼んであった刑事によって、容疑者は現行犯で逮捕される。

### 富豪刑事のスティング
会社社長の息子が誘拐された。社長は一度明日社員に払う予定の給料を身代金として渡したが、さらに請求されたため、警察に通報してきたという。経理の女子社員や同僚の報告から、会社の経営はぎりぎりで、2度目に支払う身代金が用意できないことを知った大助は、金がないという理由で子供が危険にさらされることに憤慨し、自身が身代金を用意すると申し出る。しかし刑事が身代金を用意するなどは警察としてあまりにも不都合であり、喜久右衛門が銀行に口出しをして金を出させるというのも同様に不都合なため現実的でない。結論として、籠脱け詐欺ならぬ籠脱け融資なる、銀行には場所だけ使わせてもらい、銀行のふりをして金を貸す奇策が用いられる。
実は誘拐は狂言だった。従業員に支払う給料がなかったため、社長は愛人の経理社員と共謀して、身代金を給料遅配の口実にしようとしたのである。刑事たちは早い段階からその可能性に気づいており、大助が用意した金は、真相の解明に役立った。大助が偽の犯人に化けて身代金を持ち去ろうとしたところ、社長は明らかに驚き、誰何したのである。また、社長が世間の同情を引こうと打った様々な手もことごとく失敗しており、彼が呼んだ新聞記者は事件を報道しようとせず、自ら犯人を捕まえようと大助を追う。事情を説明しても大問題になるのはわかりきっていたため、大助は記者を撒くため、雑踏の中に大金をばら撒かざるを得なかった。

### ホテルの富豪刑事
市内で、関東と関西のふたつの暴力団が、団員ほとんどが出席する会合を開こうとしているという情報が入った。非常に大人数のため、彼らが市内の旅館に分宿するとなると、とても警備の手が回らないという話になると、大助が旅館をすべて予約で埋めておき、高級ビジネスホテルに全員を宿泊させるという案を出す。市内唯一のこのホテルは、喜久右衛門の所有である。
会合の日付が喜久右衛門の誕生日と重なり、恒例となっている客全員を招いての晩餐会をあくまでも実施することにはなったが、計285人の組員の予約が入り、会合もホテル内で行われることとなる。
当日、客と直接相対する立場のスタッフは刑事と婦人警官がなりかわり、組員の対応をする傍ら、どうしてもキャンセルの連絡がつかなかった、新婚旅行中のアメリカ人夫妻だけは泊めることとなる。こういう事態は想定されていたため、夫妻はすべて空室としてあった6階のスイートルームにあてがわれる。
大したトラブルは起きなかったが、夜中、銃声が響き渡る。6階で組員たちによる銃撃戦が起きており、彼らが逮捕された後、大助らがホテル外での食事から帰ってきた夫とともにスイートルームの様子を見に行くと、妻は射殺されていた。
銃撃戦に巻き込まれたものと思われたが、組員は全員、電話で応援に呼び出され、すでに始まっている銃撃戦に加わったと主張する。
大助は推理によって、殺人は夫によるもので、銃撃戦もその一環として仕組んだものと解き明かす。

## 登場人物
神戸大助（かんべだいすけ）
主人公。警察署刑事課捜査1係所属の刑事。大富豪・神戸喜久右衛門の息子。金持ちであることを鼻にかけたりしない好青年である。一人称は「ぼく」で、基本的に「ですます調」の丁寧な口調で話す。常識人であるが、金銭面に関しては一般人の尺度からは感覚が外れている。
例えば、愛車はキャデラックのセダン（モデルは不明）、吸うのは1本8,500円のハバナ産葉巻で、それも半分も吸わずに揉み消す、就業中の昼食も予約を入れたレストランで取る（逆に予約という便利なシステムを利用しない人々を理解できない）、持っている腕時計は最も安いもので250万円、受け取った給料を袋ごと無造作に車の助手席に放置する、バーバリーの背広を着ているのに雨の中を傘も差さずに歩く、1個10万円の高級ライターを始終どこかに置き忘れるなど。こういったブルジョワ性の垣間見える行動から、警察には彼を「富豪刑事」と呼ぶ者もいる。
刑事としての収入は1年と数か月分の給料で500万円とのことで（作品が書かれたのは1970年代後半）、彼の金銭感覚はいつまでたっても巨額の財産と公務員としての低収入の両極端、どちらにも落ち着くことができないとのこと。
正義漢で、喜久右衛門が他者に圧力をかけたりするのを嫌う。当初は、鈴江から好意を寄せられていることにまるで気づいていなかった。財産を惜しげもなく使った捜査を提案し、難事件を解決に導いていく。第3話では、鶴岡刑事からだいぶ観察眼が鋭くなったと言われているように、刑事としての能力も評価されるようになっている。正体を隠してのおとり捜査でも、“ボロを出すとすれば金持ちとしてのボロで、やらかせばやらかすほど刑事らしくなくなる”と評される。なお、前述の漫画版ではオールバックの青年の姿で描かれている。
神戸喜久右衛門（かんべ きくえもん）
大助の父で大富豪。若い頃は金のためならなんでもするという非情な人間で、さんざん悪いことをして金儲けをしてきた。妻はそれに心を痛めて亡くなってしまった（それでも当時はなんとも思わなかった）という。今は、刑事となった大助が正しいことのためにその全財産を使ってしまってくれることが唯一の罪滅ぼしと期待している。大助が捜査の協力を申し出るたびに感涙にむせび、喉に痰をつめる発作を起こすが、その息が停まっている間に自分の財産や人脈をどのように使わせるかのアイデアが閃く。それを大助に話す際に、うっかり浮きうきと昔の悪行をしゃべりかけてしまい、大助や秘書の鈴江に睨まれてしまう。誕生日は11月4日。一度言い出したら後へは引かない強情さを持っている。鈴江を孫娘を見るような思いでかわいがっている。
浜田鈴江（はまだ すずえ）
喜久右衛門の有能な秘書で清楚な美女。両親は病気で亡くなったが、喜久右衛門は自分がその会社を破産に追い込んだせいだと考え、鈴江を東京の女子大に進学させるなどの面倒を見て、卒業後は秘書とした。大助に想いを寄せていて、大助のために向こう見ずな行動をとる場合もある。喜久右衛門と同様、一度言い出したら後へは引かない強情さを持っている。ですます調で話す大助だが、鈴江に対してはタメ口で親しげに話す。
鶴岡（つるおか）
警察署刑事課捜査1係所属の刑事で、大助の同僚。長身痩躯。一見学究肌、または実直な経理課長風。初老で人情味厚く、若い刑事たちへの面倒見もよい。加えて鋭い勘と推理力も持っているので、署内でも人望がある。父親は小さな町工場を経営していたが、破産したという。その独特の風貌を捜査に生かして解決した事件も数多いとのこと。孫が6人いる。
狐塚（こつか）
警察署刑事課捜査1係所属の刑事で、大助の同僚。最も刑事らしいタイプ。癇癪持ちで、逮捕好き。金持ちに対する嫌悪を露わにし、当初から大助の提案に最も批判的だが、次第に慣れていった模様で、金のあるやつがいくらでも金を出せばいいという考え方に変わったらしい。悪に対しては容赦なく追及し、時にはそれが苛烈すぎて問題になったりする。
布引（ぬのひき）
警察署刑事課捜査1係所属の刑事で、大助の同僚。前歯が欠落していて、アルフレッド・E・ニューマンそっくり。ずんぐりむっくりの童顔で一番刑事らしくない顔といわれる。狐塚とは名コンビと言われ、その暴走を制御する役割を自ら引き受けた。2人が個性をぶつけ合って協力し解決した事件も数多いとのこと。家族は、妻と子供が2人。
猿渡（さわたり）
警察署刑事課捜査1係所属の刑事で、大助の同僚・親友。大助より2歳ほど年上で未婚。推理小説マニア。知能犯相手の捜査に闘志を燃やして名探偵ぶりを発揮し、その活躍によって解決した難事件もいくつかあるとのこと。鈴江が大助の婚約者だと思っている。
なお、彼らの直属の上司たる捜査1係係長は一度も登場しない。また舞台が「捜査1係」なのは「太陽にほえろ!」（1972年放送開始、86年放送終了）に着想を得たと思われる。
福山警視（ふくやま）
第1話「富豪刑事の囮」に登場。「五億円強奪事件」の特別捜査本部キャップ。アルフレッド・ヒッチコックそっくりの顔をしている。
鎌倉警部（かまくら）
第2話「密室の富豪刑事」に登場。ジャン・ギャバンそっくり。鋳造会社社長焼死の捜査を担当する班長。「迷宮入り」という言葉が大嫌いで、「迷」の字を聞くだけで跳び上がる。「今後これを言った奴は射殺する」と言い渡した為、神戸が慌てて「未解決」と言い換える羽目になった。
飛騨警部（ひだ）
第3話「富豪刑事のスティング」に登場。児童誘拐事件捜査本部のキャップ。誘拐事件捜査のベテランで、グレン・フォードそっくりの顔。
三宅警部（みやけ）
第4話「ホテルの富豪刑事」に登場。県下の暴力団員で知らない者はいない、県警捜査4課（つまり舞台は警視庁ではない）にその人ありと言われた暴力団関係のベテラン。その名を聞いた者は皆震え上がる。ハンフリー・ボガートそっくりで、自分の部下にギャング映画俳優そっくりの者たちを意図的に集めたとも噂されている。
署長
いったいどういう人物でどういう経歴なのか、作者にもさっぱりわからないと地の文に明記してある、大助が所属する警察署の署長。事件が解決されるたびに、その解決された場所がどんなところでも、必ず「おめでとさん、おめでとさん」と躍り出てくる。

## 書籍情報
- 『富豪刑事』 新潮社 1978年5月発行 ISBN 4-10-314507-2[9]
- 『富豪刑事』 新潮文庫 1984年1月12日発行 ISBN 978-4-10-117116-6 解説は佐野洋

## テレビドラマ
2005年1月13日から3月17日までテレビ朝日系列にて放送され、2006年4月21日から6月23日まで第2弾『富豪刑事デラックス』が放送された。主演は深田恭子で、主人公が男性から女性に変更された。

## テレビアニメ
『富豪刑事 Balance:UNLIMITED』（ふごうけいじ バランス・アンリミテッド）のタイトルで2020年4月に第2話までフジテレビ『ノイタミナ』枠にて放送された。
第3話以降は新型コロナウイルスの感染拡大に最大限の配慮をするべく延期することが通知されていたが、2020年7月16日より同枠にて改めて第1話より放送開始し9月まで放送された。
原作者の筒井康隆の了承を得て、舞台を現代に変更し、バディ役の加藤春、AI執事のヒュスクなど原作にない設定を盛り込んでいる。「大富豪が資金力を生かして最新鋭のガジェットをつくり活躍する」という設定づくりのため、ガジェットニュースサイトのギズモード・ジャパンがガジェットコーディネートとして協力している。

### あらすじ
警視庁の「現代犯罪対策本部準備室」（通称：現対本部）に大富豪の神戸大助が赴任してくる。警部補の加藤春は教育係として大助とバディを組まされることに。正義感の強い加藤と富をふんだんに使い破天荒に行動する大助はことあるごとにぶつかりながらも、様々な事件に挑んでいく。

### 登場人物（アニメ）

#### 現代犯罪対策本部準備室
神戸 大助（かんべ だいすけ）
声 - 大貫勇輔、大地葉（幼少期）
主人公。大富豪である神戸家の御曹司であり刑事。階級は原作と異なり警部。警視庁入庁後、海外での研修を経て、窓際部署である「現代犯罪対策本部準備室」（通称：現対本部）に自ら希望して配属される。
冷徹かつ合理主義な性格で、事件解決のためならば大金を惜しげもなく投じ、途中で生じた違法行為すらも金で解決する。葉巻を好み高級車（ベントレー・コンチネンタルGTなど）を乗り回すなどプライベートも金持ち然としているが、カップラーメンやグミなど庶民の食べ物に理解を示すなど寛容な面がある。加藤警部補が教育係だが、彼の言うことに聞く耳は持たない様子。
母親の小百合（声 - 能登麻美子）が殺害され、車で焼身自殺した父親の茂丸（声 - 宮本充）が犯人とされた19年前の事件の真相を探るため刑事になった。
年齢は27歳。誕生日は2月2日。星座は水瓶座。血液型はB型。身長は173cm。但し、4話で鈴江が5cmプラスシューズを履いている事を明かしている為、実際は168cm（公式LINEアカウントで"大助＋身長"と入力すると173cm（168cm）と表記されている）。趣味・特技は葉巻・ボクシング。
加藤春（かとう はる）
声 - 宮野真守
大助の教育係兼バディ。階級は警部補。かつては警視庁捜査一課のエースだったが、銀行立てこもり事件で拳銃を誤射し怪我人 を出してしまったトラウマで銃を撃てなくなり、「現代犯罪対策本部準備室」に左遷された。
犯罪に対して真正面から向き合う強い正義感の持ち主であり、それゆえに大助の金に物を言わせたやり方には反発している。
年齢は29歳。誕生日は5月2日。星座は牡牛座。血液型はA型。身長は178cm。趣味・特技は柔道・自炊（節約のため）。
清水幸宏（きよみず ゆきひろ）
声 - 塩屋浩三
「現代犯罪対策本部準備室」室長。眼鏡をかけた小太りの中年男性。のんびりした性格で、勤務時間でも趣味のプラモデル製作に勤しんでいる。元捜査一課で仲本の巻き添えで現対本部に左遷されている。
仲本長介（なかもと ちょうすけ）
声 - 神谷明
「現代犯罪対策本部準備室」所属。眼鏡をかけた痩せ型の壮年男性。人情派で、取り調べでは犯人に再起や反省を促して自白に持ち込んでいる。あだ名は「長さん」。
小百合の殺人事件を捜査していたが、上層部の思惑で捜査を中止され、現対本部に左遷された。いつも小さなサイコロを2個手の中で転がしているが、これはのちに盗聴器の発信機と受信機であることが判明する。
亀井新之助（かめい しんのすけ）
声 - 熊谷健太郎
「現代犯罪対策本部準備室」所属。加藤の後輩で、女好きの軽薄な青年。デスクワーク中に備品のPCで成人向け動画を視聴するなど勤務態度は不真面目で、女性絡みでないと仕事をしようとしない。
佐伯まほろ（さえき まほろ）
声 - 上田麗奈
「現代犯罪対策本部準備室」所属。現対本部紅一点の若い女性。お菓子好きで、職務中も食べてばかり。長さんの死後、茂丸に仕掛けられたサイコロ型盗聴器の電波をアンテナで受信し、ノートパソコンで移動先を特定する活躍を見せた。
湯本鉄平（ゆもと てっぺい）
声 - 高橋伸也
「現代犯罪対策本部準備室」所属。刈り上げた上に後ろ髪を結った糸目の中年男性。競馬好きのギャンブラー気質で、仕事そっちのけでレース予想に勤しんでいる。

#### 警視庁捜査一課
武井克弘（たけい かつひろ）
声 - 小山力也
警視庁捜査一課長を務める中年男性。常に動じず現場の指揮を執る、多くの部下からの信頼が厚い好人物。一課を去った加藤を今でも気にかけている。
小百合の殺人事件を仲本と捜査していたが、捜査中止に応じて一課に残った。
星野涼（ほしの りょう）
声 - 榎木淳弥
警視庁捜査一課の刑事。加藤の後輩で、真面目で厳格な性格。左遷された加藤とは確執があり、勝手に一課の領分に踏み込もうとする彼に刺々しい言葉を度々投げかける。
荒木剛（あらき ごう）
声 - 四宮豪
警視庁捜査一課の刑事。星野の同僚で、眼鏡をかけた体格のいい男性。星野同様に現対本部を毛嫌いしている。

#### 神戸家の関係者
神戸鈴江（かんべ すずえ）
声 - 坂本真綾
大助の親戚の女性で、彼の身の回りの世話をしている。家事だけでなく非公式に捜査協力もしており、ハニートラップを含む潜入捜査や被疑者制圧用の武器開発も行う。反面、大助に対しては過保護気味で、彼が着の身着のままで外出した際には外出先の監視カメラをハッキングして徹夜で見守るほど。
ヒュスク
声 - 興津和幸
大助の執事を務めるAI。普段は大助が左耳に装着しているピアス型ウェアラブル端末を介してコミュニケーションをとり、大助が視認した情報の解析や捜査に必要な金銭取引を電子的に代行する。
英語の綴りは「HEUSC」。「Heuristics Scaler（ヒューリスティクス・スケーラー）｣の略で短時間であらゆる問題に対処できるAIという意味。大助の命令に「Balance:UNLIMITED（残高無限）」と答える。
神戸喜久子（かんべ きくこ）
声 - 山口奈々
大助の祖母。眼鏡をかけ、和服を着た老女。孫と異なり良識派の人格者で、目的のためなら手段を選ばない孫に釘を刺すことがある。また、大助が逆らえない唯一の人物でもある。
服部二郎（はっとり じろう）
声 - 手塚秀彰
喜久子の執事。眼鏡をかけた中年男性で、普段は庭番をやっている。

### 登場ガジェット
スマートサングラス
大助が着用するサングラス。1話では石油王から車を買い取るとき、相手のクレジットカードを読み取り、電子小切手で10億振り込むのに使用された。2話では容疑者の取り調べで心拍数などを計測している。
チェーンチューブ（ChainTube）
3話に登場した動画共有サービス。ビットコインと同じく、ブロックチェーン技術を応用しており、特定の管理者（権限保持者）がいない。動画のアップロードを多く受け入れる負担をしたユーザーは独自の通貨で補償報酬を与えられる。ユーザーは新規ユーザー獲得のため、3話のように「1日1,000万再生を達成したら1億コインをプレゼント｣などのキャンペーンを行うことがある。
サーブバグ
5話に登場する昆虫型の小型ロボット。監視の｢Surveillance｣と奉仕の｢Service｣に虫（と盗聴器の隠語）の｢Bug｣と合わせて｢Srv-bug｣と名付けられた。通信妨害があっても別の通信手段をその場で確立し、ヒュスクに情報を送り続けることができる。
VR映像
7話で武井の尋問に使用。装着感のない網膜投影ディスプレイで仮想空間の映像を見せることができる。
リュック型装備
8話で囮にされた加藤が背負わされた武器。飛来する弾や敵をすべて撃ち落とす対空スフィアやミサイル弾が仕込まれ、ドローンによる攻撃も防ぐ。
ASV（アクティブ・サポート・ベール）
ベールのように体を覆い、防御力・攻撃力を高め、光学迷彩機能を持つ体にフィットしたタイツのような装備。全身にナノマシンをスプレーすることで装着する。
グルットナ
茂丸の行方を追うため、東京のスマホユーザーに宣伝されたキャンペーン。スマホを掲げて一回転した映像を撮って送ると先着10万名に10万円がプレゼントされるというもの。鈴江はこの映像を解析し、茂丸の移動経路を特定した。
ヴォルテクスガン
ワインスキーが右腕に装着していたプラズマ銃。高温なプラズマの渦を着弾時に爆発する弾として打ち出す銃で、船上のアドリウムアンテナからワイヤレスで電力を受けていれば、際限なく打ち続けることができる。
アドリウム
大助の両親が研究していた物質。プルトニウムのように無尽蔵なエネルギーであると同時に世界を破滅させる兵器ともなりえるため、神戸家では重要機密として世間に公表していなかった。

### 捜査で計上された費用
作中では毎回湯水のように金を使って事件を解決しており、本編終了時には各話ごとに計上された費用や費目が表示される。
| 話       | 費用           | 主な費目                                                                           | 捜査内容                         |
| -------- | -------------- | ---------------------------------------------------------------------------------- | -------------------------------- |
| check-1  | 13億6980万円   | アブラー首長国王子からの車両買い付け                                               | 強盗犯の乗っている車両の爆弾撤去 |
| check-2  | 830億0611万円  | ザ・タワー買収                                                                     | 芸能人による麻薬売買事件         |
| check-3  | 12億7150万円   | 事件関連映像の消去、特別ライブ費用                                                 | 浪人生による列車立てこもり事件   |
| check-4  | 5万5616円      | シロの兄弟犬購入費                                                                 | 迷子になった子犬の捜索           |
| check-5  | 3億1700万円    | 防弾仕様リムジン、ポリアドル共和国への車両手配                                     |                                  |
| check-6  | 2億6900万円    | 井村逮捕の過程における損害賠償                                                     |                                  |
| check-7  | 73億6900万円   | VR映像制作費                                                                       |                                  |
| check-8  | 7億9808万円    | 地下取調室の開発・設置、リュック型装備                                             |                                  |
| check-9  | 2802億2000万円 | ASV（アクティブサポートベール）、広告出稿費                                        |                                  |
| check-10 | 400億円        | 海中汚染の調査と物質の回収、損害補償、環境回復、風評被害防止の情報作成および広報費 |                                  |

### スタッフ
- 原作 - 筒井康隆[10]
- ストーリー原案 - TEAM B.U.L[10]
- 監督 - 伊藤智彦[10]
- シリーズ構成・脚本 - 岸本卓[10]
- キャラクターデザイン - 佐々木啓悟[10]
- サブキャラクターデザイン - 田辺謙司[17]
- 美術設定 - 藤瀬智康、曽野由大、末武康光[17]
- 美術監督 - 佐藤勝、柏村明香[17]
- 色彩設計 - 佐々木梓[17]
- メカニックデザイン - 寺尾洋之[17]
- CG監督 - 那須信司[17]
- 撮影監督 - 青嶋俊明[17]
- 編集 - 西山茂[17]
- 音楽 - 菅野祐悟[10]
- 音楽制作 - フジパシフィックミュージック
- 音楽プロデューサー - 舩橋宗寛
- 音響監督 - 岩浪美和[17]
- 音響制作 - ソニルード[17]
- スタイリングアドバイザー - 高橋毅[17]
- ガジェットコーディネート - 西谷茂リチャード（ギズモード・ジャパン）[10]
- チーフプロデューサー - 高瀬透子、三宅将典
- プロデューサー - 松尾拓、森彬俊、奈良駿介
- アニメーションプロデューサー - 賀部匠美
- アニメーション制作 - CloverWorks[10]
- 製作 - 神戸財閥（フジテレビジョン、アニプレックス、アニマックス、ムービック、電通）

### 主題歌
「NAVIGATOR」
SixTONESによるオープニングテーマ。作詞は高木誠司、編曲は高慶"CO-K"卓史、作曲は両者の共作。check-1ではノンクレジット。
「Welcome My Friend」
OKAMOTO'Sによるエンディングテーマ。作詞はオカモトショウ、作曲はオカモトショウ、オカモトコウキ、編曲はOKAMOTO'S。
「フェスティバル・ナイト」
横恋慕スターライツによるcheck-3の劇中歌。作詞は伊藤智彦、岸本卓、作曲・編曲は菅野祐悟。

### 各話リスト
| 話数 | サブタイトル                                                                                              | 絵コンテ | 演出            | 作画監督                                       | 総作画監督          | 初放送日       |
| --- | --- | -------- | --------------- | ---------------------------------------------- | ------------------- | -------------- |
| check-1 | 来た、見た、買った I came, I saw, I sponsored                                                             | 伊藤智彦 | 伊藤智彦        | 田辺謙司                                       | 佐々木啓悟          | 2020年 4月10日 |
| 加藤春が所属する現対本部に、アブラー首長国王子が参加する銀座のクラシックカーフェスティバル警備応援の要請が入る。現場では捜査一課が爆破予告犯を追っていたが、加藤は相手にされない。犯人は逮捕されたが、宝石店と間違えてチョコレート店で強盗したカップル（声 - 水島大宙、日笠陽子）が、爆発物を乗せたバンで逃走してしまう。そこへ現対本部に配属された神戸大助が到着。大助は王子の高級車を電子小切手10億で買い取り、ヒュスクの案内でバンを追う。ヒュスクの信号操作でバンは勝鬨橋に追い込まれ、跳開した橋から隅田川に落ちて爆発。翌日、現対本部に大助がやってくるが、加藤は金で事件を解決するやり方に反発する。 | |          |                 |                                                |                     |                |
| check-2 | 愛は多くを成し得るが、金は全てを成し得る Love does much, money does everything                            | 津田尚克 | 石川俊介        | 八重樫洋平 青野厚司                            | 佐々木啓悟 田辺謙司 | 4月17日        |
| バディとなった大助と加藤は、路上ライブの芸人コンビをドラッグ所持で連行。入手先としてモデルの伊勢崎翔（声 - 島﨑信長）が浮上。金で解決する大助とそれを嫌う加藤は、それぞれ捜査を開始。加藤は芸能記者の三田彰（声 - 松岡禎丞）の協力で伊勢崎の麻薬取引の情報を掴む。大助は伊勢崎の元に潜入させた鈴江から、権田原組の梅津三樹夫（声 - 高橋良輔）が元締めとの報告で、伊勢崎を泳がせる。加藤は伊勢崎と権田原組のパーティに潜入し、証拠となるスマートフォンを盗むが、大助はパーティ会場のビルを買い取り、ヘリからガス弾を撃ち込み、権田原組丸ごと壊滅させる。 | |          |                 |                                                |                     |                |
| check-3 | 金は戦力なり The sinews of war are infinite money                                                         | 宮尾佳和 | ヒロサ・伊藤    | 前澤弘美 山下恵                                | 田辺謙司            | 7月31日        |
| 加藤は神戸邸で大助の祖母・喜久子に挨拶。出張先から帰京した加藤は新幹線で浪人の青年・斎藤優一郎（声 - 村瀬歩）と乗り合わせる。加藤が下車した直後、先頭車両で斎藤が立てこもり事件を起こし、生配信をはじめる。加藤は現場に戻るが、捜査一課の星野は加藤の過去の失敗を理由に追い返す。かけつけた大助とヒュスクは捜査一課がSAT出動を要請し、射殺も辞さないと盗聴する。加藤から彼を死なせたくないと聞いた大助は、自分の車から発煙ミサイルを発射し、加藤と車両に侵入。加藤は斎藤を説得。斎藤は妹にアメリカで手術を受けさせるための金を稼ぐため事件を起こしていた。すると突然車両の外で「横恋慕スターライツ」のライブがはじまり、横イツファンの人質たちは狂喜。大助は手術代を払うと約束し、斎藤を逮捕する。                                                              | |          |                 |                                                |                     |                |
| check-4 | 空っぽのポケットほど、人生を冒険的にするものはない Nothing makes a man so adventurous as an empty poket   | 池田愛彩 | 池田愛彩        | 山村俊了 二宮奈那子                            | 佐々木啓悟          | 8月7日         |
| 非番の日、大助は訳あって屋敷を飛び出す。そこに加藤から呼び出しが入る。大助が執事の軽トラで公園に行くと、加藤は迷子になった犬のシロを探している小学生・野村毅（声 - 鬼頭明里）に泣きつかれたという。だが、大助は屋敷に財布もガジェットも忘れてきた事に気がつく。毅を交番に送り届け、一段落したものの、帰宅したくない大助は、加藤の自宅に泊まる。鈴江は心配のあまり、街中のサイネージで大助にメッセージを送る。翌日、シロを探す毅のもとに大助がシロを連れてあらわれる。実は毅の犬は既に交通事故で死んでおり、毅に渡したのはブリーダーから買ってきた兄弟犬だった。帰宅した大助は鈴江に加藤に教わった納豆ご飯を食べさせる。 | |          |                 |                                                |                     |                |
| check-5 | もし金を汝の召使としなければ、金は汝の主人となるだろう If money be not thy servant, it will be thy master | 櫻井親良 | 嵯峨敏          | 田中織枝 野々下いおり 髙田晃                   | 田辺謙司            | 8月14日        |
| ポリアドル共和国のアルバレス大統領（声 - 安元洋貴）が来日し、現対本部も捜査一課の手伝いで大使館の外で警護にあたる。大助は神戸グループ代表として大使館内に招かれ、大統領とダム建設計画について会談。そんな中、大使館内で職員の死体が発見される。大統領と大助たちはパニックルームに避難するが、妨害電波で閉じ込められてしまう。大助はサーブバグを放ち、ヒュスクに監視カメラの記録を追わせる。加藤は大使館から逃げ出した男・リカルド（声 - 小野大輔）を追いかけるが、リカルドはパニックルームの鍵を捨て、ダム建設反対の言葉を残して自殺。パニックルームには時限毒ガス発生装置が仕掛けられていたが、ヒュスクに解除法を聞いても拒否される。だが現対本部は掃除夫の男が無断でパニックルームのスペアキーを作っていたのを見つけ、大統領救出に成功する。                  | |          |                 |                                                |                     |                |
| check-6 | 悪銭身に付かず Ill got, ill spent                                                                         | 石川俊介 | 石川俊介        | 阿見圭之介 山村俊了 坪田慎太郎                 | 佐々木啓悟          | 8月21日        |
| 加藤は大使館の事件で被疑者を死なせたことで査問を受ける。ガスカートリッジの謎を追う大助だが、なぜかヒュスクは指示を拒絶する。同じくカートリッジに目をつけた現対本部の長さんは、迷宮入りした事件捜査のため、水尾フィーチャーテクノロジーの幹部・井村和子（声 - 小山茉美）に接触。大助は井村の自動車をハッキングして危険運転で逮捕し、取り調べを始める。しかしヒュスクは大助の命令を拒否し取り調べができない。井村は釈放されるが、長さんは井村の息子の素行不良をばらすと脅しつけ自白させようとする。加藤は反発し、井村は車で帰ろうとするが、車は井村を乗せたまま爆発する。 | |          |                 |                                                |                     |                |
| check-7 | 金は諸悪の根源 Money is the root of all evil                                                              | 篠原俊哉 | 山本陽介        | 八重樫洋平 田辺謙司                            | -                   | 8月28日        |
| 19年前の捜査一課。長さんと武井は大助の母・小百合が殺害され、父・茂丸が行方不明になった事件を捜査していた。長さんは神戸邸で喜久子に聞き取りをするが、協力を得られない。長さんは神戸邸からアルバムを持ち出し、コインロッカーの鍵を発見。アドリウムという謎の物質が事件に関係していると気づく。だが茂丸が焼身自殺で発見され、机にしまってあったコインロッカーの鍵が消える。神戸家と上層部からの圧力で捜査本部は解散し、長さんは現対本部に左遷される。大助と鈴江は井村周辺の監視カメラの映像が消去されていることに気付く。小百合と井村の事件がアドリウムでつながっていると確信した長さんは、加藤と車で神戸邸に突っ込む。武井は大助を井村殺しの容疑者にしたてあげようとするが、車に仕掛けられた催眠ガスを浴び、神戸邸でVR映像の尋問を受ける。                        | |          |                 |                                                |                     |                |
| check-8 | 宵越しの銭は持たぬ Money burns a hole in the pocket                                                       | 津田尚克 | 板庇迪 松井健人 | 前澤弘美 泉美紗子 山下恵                       | 田辺謙司            | 9月4日         |
| 大助が刑事になったのは小百合の事件を調べるためだった。武井は神戸邸の地下に拘束され、長さんが事件の黒幕について尋問するが、武井は何かに怯え、答えようとしない。大助はヒュスクに両親のことを聞くが回答を拒否される。鈴江はヒュスクが自分たちの会話や口の動きを読み取り、情報を先回りして消去しているのに気づく。喜久子は大助にアドリウム調査から手を引くよう忠告。長さんの捜査資料を調べた加藤は、大助と両親の写真を解析させ、研究所の場所を特定。大助は加藤と研究所に侵入。加藤にリュック型装備を負わせて監視の目をくぐり、内部を調べる。同じころ神戸邸に不審者が侵入。神戸茂丸の権限でセキュリティを突破した侵入者は、長さんと武井を殺害する。 | |          |                 |                                                |                     |                |
| check-9 | 金で開かない扉はない A golden key can open any door                                                       | 松林唯人 | 池田愛彩        | 山村俊了                                       | 佐々木啓悟          | 9月11日        |
| 大助は警察とは別に動くと姿を消す。加藤は捜査一課により重要参考人として拘束される。神戸家では、鈴江が侵入者は茂丸と証言するが、喜久子は口を閉ざす。現対本部は捜査一課の監視をくぐり、長さんが犯人にしかけた盗聴器の電波を拾う。星野は加藤が武井に恨みがあったと尋問するが、加藤は武井は恩人と反論。現対本部は犯人の居場所を特定。鈴江もスマホ懸賞を仕掛けて大浦埠頭と特定。加藤と大助はパナマ船籍の貨物船に乗り込む。大助はASVを身に着け戦うが、装備を無効化され、武器商人フランツ・ワインスキー（声 - 平田広明）に痛めつけられる。 | |          |                 |                                                |                     |                |
| check-10 | 人生は、札束に刷り込むようなものじゃない Life shouldn't be printed on dollar bills                        | 荒木哲郎 | 嵯峨敏 伊藤智彦 | 前澤弘美 阿見圭之介 あっさー 有我洋美 廣冨麻由 | 田辺謙司            | 9月18日        |
| 加藤はワインスキーの上にコンテナを落として大助を救出。鈴江はドローンで小型ロボを送り込み、大助たちの行動をサポート。二人はASVを無効化した機関室に向かう。アドリウムが作動する機関の冷却装置を止めようとする大助をワインスキーが襲う。加藤は「公務員である前にヒーロー」という言葉に自分を奮い立たせ拳銃で装置のパイプを破壊。再びASVを纏った大助は神戸茂丸を中本・武井殺人の容疑で逮捕しようとするが、茂丸はヒュスクに命令しホバーバイクで逃走。加藤と大助はヘリで茂丸を追跡。彼は満身創痍で神戸の研究所にたどりついていた。 | |          |                 |                                                |                     |                |
| check-11 | 輝くものすべて金にあらず All that glitters is not gold                                                    | 伊藤智彦 | 伊藤智彦        | 八重樫洋平 二宮奈那子 山村俊了                 | 佐々木啓悟          | 9月25日        |
| 大助と加藤はヘリで研究所へ乗り込み、アドリウムについて調べる。confidential（機密）の書類を手に二人は地下に降りる。たどり着いた先は見慣れた神戸邸。茂丸の正体は変装した服部だった。大助は茶室で喜久子に母親の小百合の死の真相について問いただす。小百合は危険なアドリウムを公表しようと家を出たが喜久子に命じられた服部に刺殺され、それを発見した茂丸は後追い自殺を図っていた。服部は加藤ともみ合いの末倒れる。鈴江は大助から預かったアドリウムの情報を世界の研究機関に送る。アドリウムは神戸家当主が管理すべきと主張する喜久子を大助は逮捕する。2週間後、加藤は捜査一課への異動を拒否。大助は密かに入院させられていた茂丸に会ったあと、以前返上した警察手帳を加藤から渡される。二人は現対本部に席を置いたまま、不正なアドリウム取引犯罪を追って世界を飛び回る。 | |          |                 |                                                |                     |                |

### 放送局
| 放送期間                                        | 放送時間                                                  | 放送局             | 対象地域       | 備考                      |
| ----------------------------------------------- | --------------------------------------------------------- | ------------------ | -------------- | ------------------------- |
| 2020年4月10日 - 4月17日 2020年7月17日 - 9月25日 | 金曜 0:55 - 1:25（木曜深夜）                              | フジテレビ         | 関東広域圏     | 製作参加                  |
|                                                 |                                                           | 岩手めんこいテレビ | 岩手県         |                           |
|                                                 |                                                           | さくらんぼテレビ   | 山形県         |                           |
|                                                 |                                                           | 福島テレビ         | 福島県         |                           |
|                                                 |                                                           | サガテレビ         | 佐賀県         |                           |
|                                                 | 金曜 1:15 - 1:45（木曜深夜）                              | テレビ愛媛         | 愛媛県         |                           |
|                                                 | 金曜 1:20 - 1:50（木曜深夜）                              | 秋田テレビ         | 秋田県         |                           |
|                                                 | 金曜 1:30 - 2:00（木曜深夜）                              | 長野放送           | 長野県         |                           |
|                                                 | 金曜 1:35 - 2:05（木曜深夜）                              | テレビ静岡         | 静岡県         |                           |
|                                                 | 金曜 1:45 - 2:15（木曜深夜）                              | NST新潟総合テレビ  | 新潟県         |                           |
|                                                 |                                                           | テレビ熊本         | 熊本県         |                           |
|                                                 | 金曜 1:55 - 2:25（木曜深夜）                              | 仙台放送           | 宮城県         |                           |
|                                                 |                                                           | テレビ新広島       | 広島県         |                           |
|                                                 |                                                           | テレビ西日本       | 福岡県         |                           |
|                                                 | 金曜 2:00 - 2:30（木曜深夜）                              | 鹿児島テレビ       | 鹿児島県       |                           |
|                                                 | 金曜 2:10 - 2:40（木曜深夜） 金曜 2:15 - 2:45（木曜深夜） | 東海テレビ         | 中京広域圏     | 上段：中断時 下段：再開時 |
|                                                 | 金曜 2:25 - 2:55（木曜深夜）                              | 関西テレビ         | 近畿広域圏     |                           |
| 2020年4月14日 - 4月21日 2020年7月28日 - 10月6日 | 火曜 1:25 - 1:55（月曜深夜） 火曜 1:20 - 1:50（月曜深夜） | 山陰中央テレビ     | 鳥取県・島根県 | 上段：中断時 下段：再開時 |
| 2020年5月10日 -                                 | 日曜 19:30 - 20:00                                        | アニマックス       | 日本全域       | 製作参加 / BS/CS放送      |
| 2020年7月19日 - 9月27日                         | 日曜 9:30 - 10:00                                         | 福井テレビ         | 福井県         |                           |
| 2020年7月24日 - 10月2日                         | 金曜 0:55 - 1:25（木曜深夜）                              | 高知さんさんテレビ | 高知県         |                           |
| 2020年9月16日 -                                 | 水曜 1:50 - 2:20（火曜深夜）                              | 北海道文化放送     | 北海道         |                           |

| 配信開始日    | 配信時間           | 配信サイト |
| ------------- | ------------------ | --- |
| 2020年4月10日 | 金曜 3:00 更新     | FOD dアニメストア |
| 2020年4月12日 | 日曜 12:00 更新    | GYAO! ビデオマーケット DMM.com music.jp Netflix dTV ひかりTV バンダイチャンネル J:COMオンデマンド メガパック ビデオパス U-NEXT アニメ放題 Amazonプライム・ビデオ Tver ニコニコチャンネル |
|               | 日曜 23:00 - 23:30 | ニコニコ生放送 |

| フジテレビ ノイタミナ                  | フジテレビ ノイタミナ      | フジテレビ ノイタミナ                |
| 前番組                                 | 番組名                     | 次番組                               |
| -------------------------------------- | -------------------------- | ------------------------------------ |
| うちタマ?! 〜うちのタマ知りませんか?〜 | 富豪刑事 Balance:UNLIMITED | 約束のネバーランド （第1期・再放送） |

### BD / DVD
| 巻 | 発売日         | 収録話         | 規格品番     | 規格品番     |
| 巻 | 発売日         | 収録話         | BD限定版     | DVD限定版    |
| -- | -------------- | -------------- | ------------ | ------------ |
| 1  | 2020年10月14日 | 第1話 - 第3話  | ANZX-13101/2 | ANZB-13101/2 |
| 2  | 2020年11月11日 | 第4話 - 第7話  | ANZX-13103/4 | ANZB-13103/4 |
| 3  | 2020年12月9日  | 第8話 - 第11話 | ANZX-13105/6 | ANZB-13105/6 |

### 舞台
2020年10月2日から10月11日まで、品川プリンスホテルクラブeXで富豪刑事Balance:UNLIMITED THE STAGEとして上演。アニメの脚本を担当した岸本卓によるアニメ最終話後のオリジナルストーリーとなる。

#### キャスト
神戸 大助
演 - 糸川耀士郎
加藤 春
演 - 菊池修司
神戸 鈴江
演 - 立道梨緒奈
星野 涼
演 - 坪倉康晴
亀井 新之助
演 - 松島勇之介
清水 幸宏
演 - すわいつ郎
湯本 鉄平
演 - 真壁勇樹
佐伯 まほろ
演 - 森田涼花
舞台のみ登場するオリジナルキャラクターは以下の通り。
宮城 友輔（みやぎ  ゆうすけ）
演 - 瀬戸祐介
サイバーセキュリティ関連の事業が成功して億万長者となった。その有り余る財力からか、スキャンダルも多く話題に事欠かせない。その一方で、チャリティーオークションを開くなど、慈善活動も行っている。
室井 敏（むろい  さとし）
演 - 堂本翔平
加藤が出会った、警視庁にも影響力をもつ組織に属していると思われる人物。猜疑心が強く、なにかと威圧的な態度を取る。
坂守 信雄（さかがみ  のぶお）
演 - 窪寺昭
警察学校時代の加藤の教官。部下からの人望が厚く、加藤と守山の憧れでもあった。普段は飄々としているが、ここぞというところで凄みを見せる切れ者。
守山 秋文 （もりやま  あきふみ）
演 - 山本一慶
警察学校時代の加藤の同期で親友だったが、卒業直前に姿をくらます。長く音信不通であったが、加藤がとある事件の捜査中に偶然の再会を果たす。
アンサンブル
本間健大、書川勇輝、藤田峻輔、綿貫志信、和田啓汰、市川絵美

#### スタッフ
- 脚本：岸本卓
- 演出：西田大輔